# MKB Raduga
MKB Raduga (tiếng Nga: МКБ Радуга, có nghĩa là Cục thiết kế Raduga, ở đây raduga có nghĩa đen là "cầu vồng") là một công ty hàng không Nga, có liên quan đến việc sản xuất nhiều hệ thống tên lửa khác nhau và các công nghệ liên quan. Trụ sở ở Dubna thuộc tỉnh Moskva. Trước đây Raguda là một bộ phận của Cục thiết kế Mikoyan-Gurevich, trước khi được tách ra thành một OKB (cục thiết kế) riêng vào tháng 3-1957.

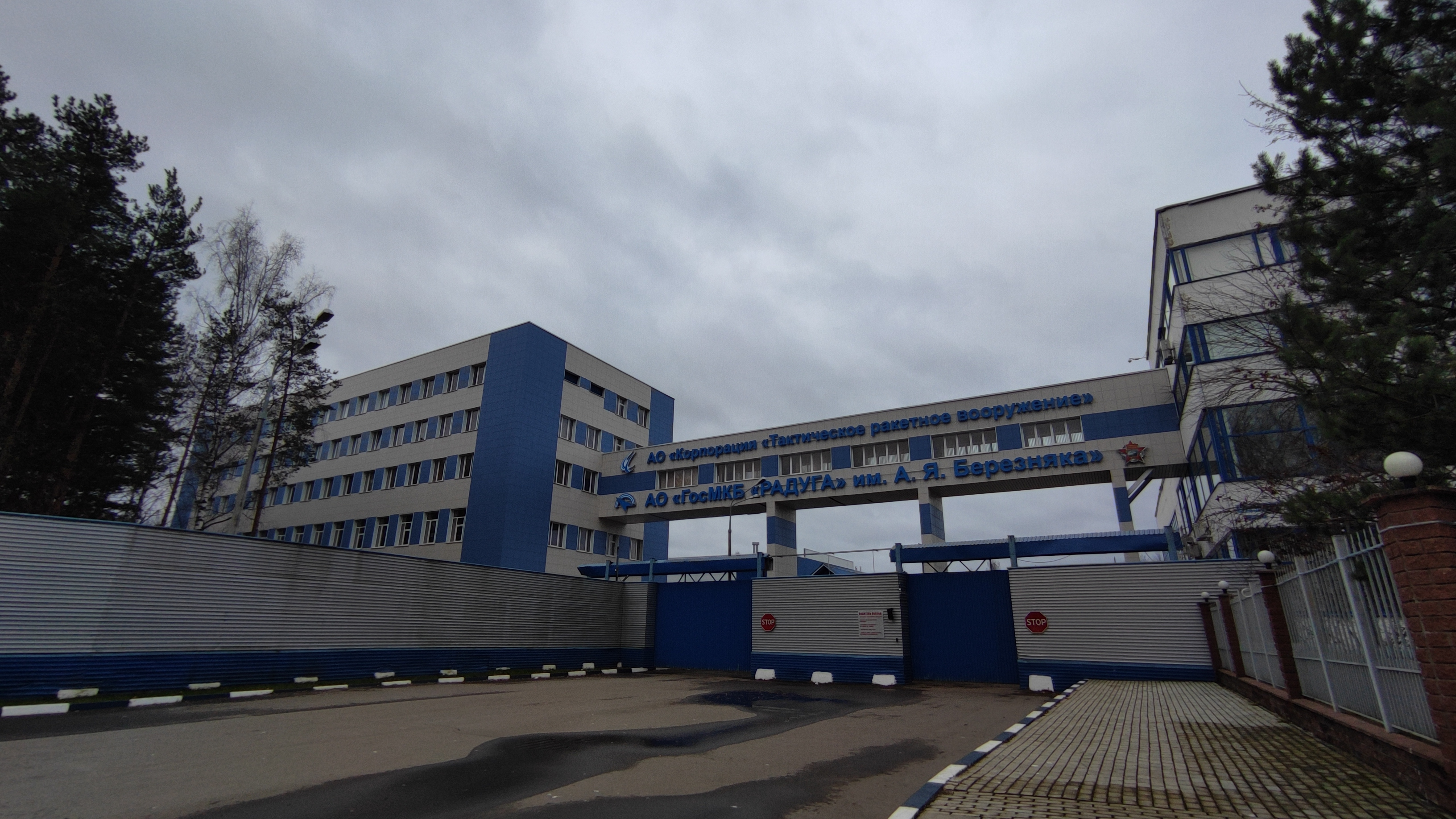
Trụ sở MKB Raduga tại Dubna, Nga

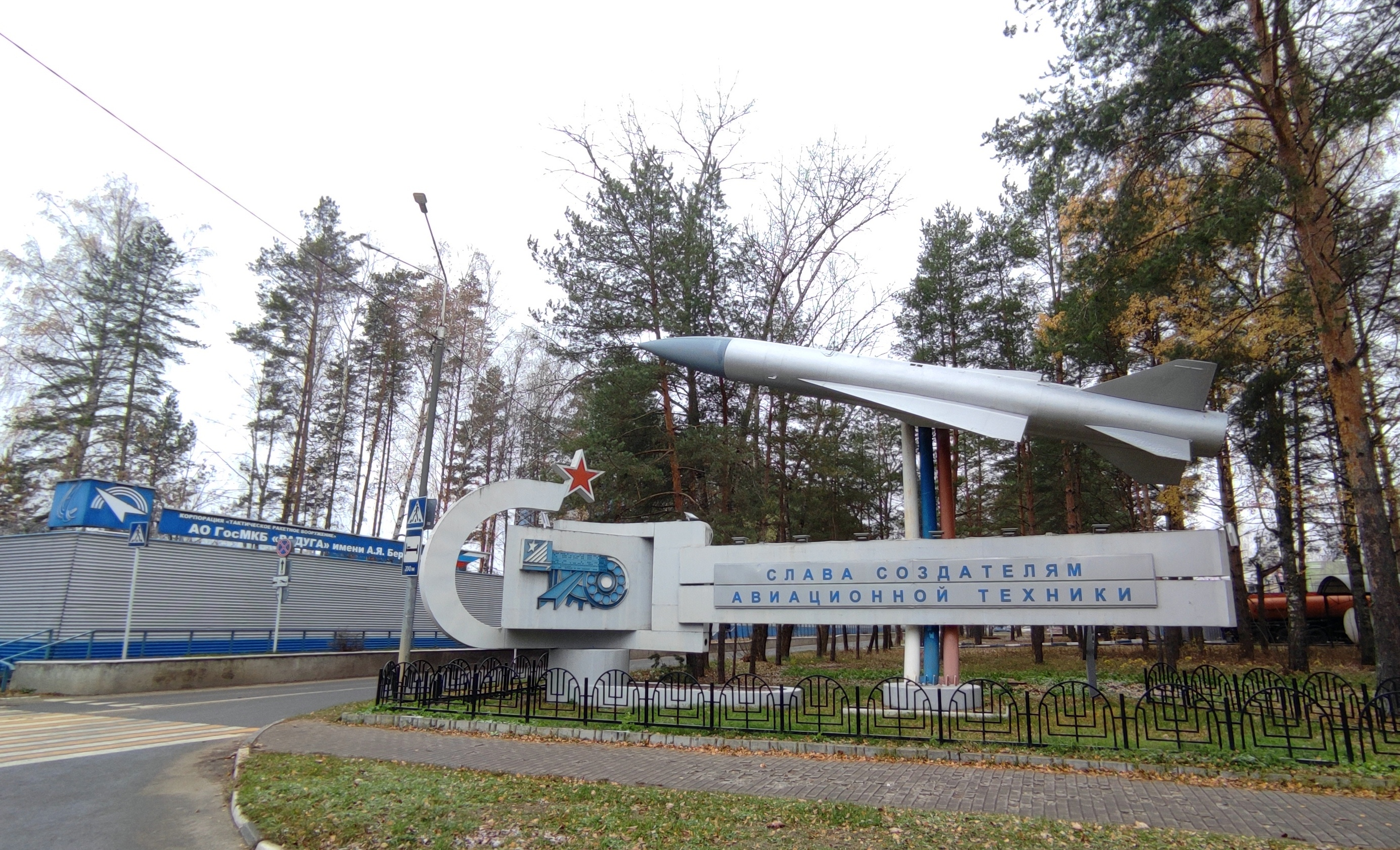
Đài kỷ niệm tên lửa chống hạm Kh-22 đặt trước trụ sở MKB Raduga

## Lịch sử
- Tháng 10-1946 - OKB-2
- 12 tháng 10-1951 - bộ phận của OKB-155-1 (M.I.Gurevich đứng đầu)
- Tháng 3-1957 - A.Ya.Bereznyak trở thành kỹ sử trưởng
- Tháng 6-1965 - cục thiết kế chế tạo máy "Raduga"
- 19 tháng 6-1972 - Tổ hợp phát triển và chế tạo "Raduga" Dubna
- 07 tháng 9-1978 - Tổ hợp chế tạo "Raduga" Dubna
- 12 tháng 5-1982 - cục thiết kế chế tạo máy "Raduga"

## Sản phẩm

### Seri Kometa
- KS-1 Komet (tên ký hiệu NATO: AS-1 Kennel) đây là tên lửa hành trình chống hạm phóng trên không đầu tiên của Liên Xô
- K-10S (AS-2 Kipper) tên lửa chống hạm hạng nặng, trang bị cho Tu-16

### Seri P cho Hải quân
- P-15 Termit (SS-N-2 Styx) tên lửa hành trình phóng từ tàu (đây là nguyên mẫu cơ bản của loại tên lửa Con tằm HY-2 của Trung Quốc), 1955
- P-270 3M80 Moskit (một trong những tên lửa được NATO gọi là SS-N-22 Sunburn) tên lửa chống hạm trang bị động cơ rajmet

### Seri Kh/KSR
- K-9 - tên lửa không đối không tầm xa
- KSR-2 (AS-5 Kelt), 1956, trang bị cho Tu-16KSR-2
- K-26/KSR-5 (AS-6 Kingfish), trang bị cho Tu-16K-26, Tu-16KSR-2-5, Tu-16KSR-2-5-11. Phát triển của Kh-22. Công việc bắt đầu vào 24 tháng 8-1962. Chính thức hoạt động vào 12 tháng 11-1969 (cùng với K-10-26). Ngừng sử dụng năm 1994.
- KSR-11
- Kh-15 (AS-16 Kickback) - tên lửa tấn công tầm ngăn siêu âm, sử dụng động cơ đẩy nhiên liệu lỏng. Trang bị cho Tu-22M2,M3, Tu-95MS. Quả tên lửa đầu tiên được chế tạo năm 1978. Sản xuất hàng loạt vào giữa thập niên 1980.
- Kh-20 - tên lửa hành trình phóng trên không, trang bị cho Tu-95K. Phát triển của "hệ thống K-20" (gồm tên lửa Kh-20, và máy bay Tu-95K,...).
- Kh-20M (AS-3 Kangaroo) - là Kh-20 với cải tiến có thể mang được đầu đạn hạt nhân. K-20 chính thức đi vào hoạt động 9 tháng 9-1960. Ngừng sử dụng 1991 theo hiệp ước SALT-1.
- Kh-22 (AS-4 Kitchen) - tên lửa chống hạm, trang bị cho Tu-22K, Tu-22M, Tu-95K-22. Phát triển của "tổ hợp tên lửa K-22". Chính thức đi vào hoạt động 09 tháng 2-1971. K-95-22 (với máy bay Tu-95K-22) hoạt động năm 1987.
- Kh-28 (AS-9 Kyle) - tên lửa chống radar
- Kh-45, Sukhoi T-4, Sukhoi T-4MS
- Kh-55 Granat (AS-15 Kent) - tên lửa hành trình, 1976, Tu-95MS, Tu-160. Phát triển bắt đầu từ 08 tháng 12-1976. Kh-55 được phóng ngày 23 tháng 2-1981. Chính thức đi vào hoạt động (tổ hợp Kh-55 và Tu-95MS) 31 tháng 12-1983.
- Kh-58 (AS-11 Kilter) - tên lửa chống radar
- Kh-59 Ovod (AS-13 Kingbolt) - tên lửa không đối đất chiến thuật dẫn đường bằng TV
- Kh-2000, Sukhoi T-4, Sukhoi T-4MS

### Các loại vũ khí khác
- 85R, 85RU (SS-N-14 Silex) ngư lôi chống tàu ngầm
- Bia bay không người lái MV-1
- Bia bay không người lái KSR-5-NM
- Phương tiên phóng tàu không gian trên không Burlak, Burlak-M, Tu-160SK